# Thianchai Chantra
Thianchai Chantra (thailändisch เทียรชัย จันทรา, * 6. Juli 2003), auch als Tam bekannt, ist ein thailändischer Fußballspieler.

## Karriere
Thianchai Chantra stand bis Dezember 2022 beim Drittligisten Udon United FC unter Vertrag. Mit dem Verein aus Udon Thani spielte er siebenmal in der North/Eastern Region der Liga. Im Januar 2023 wechselte er zum Erstligisten Lampang FC. Sein Erstligadebüt für den Verein aus Lampang gab Thianchai Chantra am 21. Januar 2022 (16. Spieltag) im Heimspiel gegen Muangthong United. Bei der 1:5-Heimniederlage stand er in der Startelf und wurde in der 67. Minute gegen den Kroaten Josip Ivančić ausgewechselt. Nach einer Saison Erstklassigkeit musste er mit Lampang am Ende der Saison als Tabellenletzter wieder den Weg in die zweite Liga antreten. Für Lampang bestritt er drei Erstligaspiele. Nach dem Abstieg schloss er sich im Sommer 2023 seinem ehemaligen Verein Udon United FC an. Mit Udon spielte er 15-mal in der North/Eastern Region der Liga. Im Januar 2024 wurde sein Vertrag nicht verlängert. Von März 2024 bis April 2024 spielte er in der vierten Liga, der Thailand Semi-Pro League. Hier stand er sechsmal für das Team des Pitchaya Bundit College in der North/Eastern Region auf dem Spielfeld. Ende August 2024 kehrte er zu seinem ehemaligen Verein Udon United zurück. Nachdem er in der Hinrunde 2024/25 nicht zum Einsatz gekommen war, wurde sein Vertrag im Dezember 2024 nicht verlängert. Anfang 2025 wurde er vom Viertligisten Udon Banjan United FC unter Vertrag genommen. Mit dem Verein aus der Provinz Udon Thani spielte er neunmal in der North/Eastern Region der Liga. Am Ende der Saison 2025 feierte er mit dem Verein die Meisterschaft der Region sowie den Aufstieg in die dritte Liga. Nach dem Aufstieg verließ er den Verein und schloss sich im August 2025 dem Erstligaabsteiger Nongbua Pitchaya FC an.

## Erfolge
Udon Banjan United FC
- Thailand Semi-Pro League – North/East: 2025  ▲